# Gaute Ormåsen
Gaute Ormåsen (né le 20 avril 1983 à Brumunddal, commune de Ringsaker) est un chanteur norvégien ayant participé en 2003 à la première édition de Idol (équivalent de Pop Idol en Norvège). Il finit deuxième face au grand gagnant Kurt Nilsen.
Il est, avec le Britannique Ben Adams (en), l'un des deux artistes se cachant sous les masques du groupe Subwoolfer, représentant la Norvège au Concours Eurovision de la chanson 2022.

## Discographie

### Albums
- New Kid In Town (2003)
- G For Gaute (2006)
- Drømmesang (2008)
- Oss Imellom (2010)
- Kjerlighet er mer en enn forelskelse (2016)
- Gode venner i Nepal (2016)

### Singles
- Chasing Rainbows (2003)
- Miss You When You're Gone (2004)
- Kjærlighet er mer enn forelskelse (2006)
- Du + Jeg = Vi (2007)
- Til vi sees igjen (2008)
- Synk eller svøm (2010)
- Hide (2014)
- Smaken av deg (2015)
- Oslo sover aldri (2017)